# Turner (Maine)
Turner és una població dels Estats Units a l'estat de Maine (EUA). Segons el cens del 2000 tenia 4.972 habitants.

## Demografia
Segons el cens del 2000, Turner tenia 4.972 habitants, 1.768 habitatges, i 1.393 famílies. La densitat de població era de 32,2 habitants/km².
Dels 1.768 habitatges en un 41,5% hi vivien nens de menys de 18 anys, en un 67% hi vivien parelles casades, en un 8,3% dones solteres, i en un 21,2% no eren unitats familiars. En el 15% dels habitatges hi vivien persones soles el 6,3% de les quals corresponia a persones de 65 anys o més que vivien soles. El nombre mitjà de persones vivint en cada habitatge era de 2,81 i el nombre mitjà de persones que vivien en cada família era de 3,11.
Per edats la població es repartia de la següent manera: un 29,3% tenia menys de 18 anys, un 6,5% entre 18 i 24, un 32% entre 25 i 44, un 23,1% de 45 a 60 i un 9,1% 65 anys o més.
L'edat mediana era de 36 anys. Per cada 100 dones de 18 o més anys hi havia 95,7 homes.
La renda mediana per habitatge era de 46.207 $ i la renda mediana per família de 52.241 $. Els homes tenien una renda mediana de 34.917 $ mentre que les dones 24.975 $. La renda per capita de la població era de 23.439 $. Entorn del 2,6% de les famílies i el 5,5% de la població estaven per davall del llindar de pobresa.